# ISO 3166-2:ET
Kódy ISO 3166-2 pro Etiopii identifikují 11 regionálních států a 2 administrativy (stav v roce 2022). První část (ET) je mezinárodní kód pro Etiopii, druhá část sestává ze dvou písmen identifikujících region nebo město.

## Seznam kódů
```
ET-AA administrativa 
Addis Abeba
 (město)
ET-AF 
Afarsko
 (Semera)
ET-AM 
Amharsko
 (Bahir Dar)
ET-BE 
Beningšangul-Gumuz
 (Asosa)
ET-DD administrativa 
Dire Dawa
 (město)
ET-GA 
Gambela
 (Gambela)
ET-HA 
Harari
 (Harar)
ET-OR 
Oromie
 (Adama)
ET-SI 
Sidama
 (Awasa)
ET-SN 
Stát jižních národů, národností a lidu
 (Awasa)
ET-SO 
Somálsko
 (Jijiga)
ET-SW 
Stát lidu jihozápadní Etiopie
 (Bonga)
ET-TI 
Tigraj
 (Mekelle)
```